# Kráľová nad Váhom
Kráľová nad Váhom (Hongaars: Vágkirályfa) is een Slowaakse gemeente in de regio Nitra, en maakt deel uit van het district Šaľa.
Kráľová nad Váhom telt 1.725 inwoners. Ongeveer twee derde van de bevolking is etnisch Hongaars.